# Joseph Salerno
Joseph T. Salerno (ur. w 1950) – amerykański ekonomista, przedstawiciel austriackiej szkoły ekonomicznej. Wiceprezes Ludwig von Mises Institute, emerytowany profesor ekonomii na Wydziale Finansów i Ekonomii Lubin School of Business w Pace University. Piastuje również stanowisko Profesora John V. Denson II na Wydziale Ekonomii w College of Liberal Arts w Auburn University. Redaktor Quarterly Journal of Austrian Economics.
Salerno jest pracownikiem naukowym związanym z programem Fundamenty Gospodarki Rynkowej (The Program on the Foundations of the Market Economy) na wydziale ekonomii Uniwersytetu Nowojorskiego. Jest ekspertem Heritage Foundation oraz członkiem rad redakcyjnych pięciu czasopism akademickich.
Opublikował liczne artykuły online dla Mises Institute, Forbesa, Christian Science Monitor, Wall Street Oasis i Economic Policy Journal. Występował w radiu Bloomberga, C-SPAN, Fox News, Fox Business Network, New York Lawline oraz RTtelevision.
Zeznawał kilkukrotnie w Kongresie USA w sprawie systemu rezerwy cząstkowej i inflacji.
Salerno jest autorem prac w następujących działach ekonomii:
- teoria pieniądza
- bankowość
- analiza porównawcza systemów ekonomicznych
- historia myśli ekonomicznej
- makroekonomia

Zainteresowania badawcze Josepha Salerno są szczególnie związane z teorią monetarną.

## Życiorys
Rodzice Josepha Salerno wyemigrowali z Włoch do USA. On sam doszukuje się źródeł swoich późniejszych zainteresowań w żarliwej kłótni między jego ojcem – katolikiem, antykomunistą, demokratą Nowego Ładu oraz niedawnym wyborcą Kennedy’ego a kuzynem, członkiem Włoskiej Partii Komunistycznej. Wtedy to dwunastoletni Salerno zaczął czytać komunistyczne teksty celem poznania zarzewia rodzinnego konfliktu. W wieku 13-stu lat pod wpływem zainteresowania działalnością Barry’ego Goldwatera i lektury jego pism zdeklarował się jako konserwatysta. Zapoznał się również z powieściami Ayn Rand – „Hymnem” oraz „Atlasem zbuntowanym”. 
Wkrótce rozpoczął uczęszczanie do katolickiej St. Joseph's High School. Z rewerencją wspomina ówczesną debatę ze zwolennikami Lyndona Johnsona. Za namową swojego nauczyciela języka angielskiego oraz trenera koszykówki przez pewien czas był uczestnikiem spotkań lokalnego koła John Birch Society. Pod wpływem „Bogactwa narodów” Adam Smitha postanowił zostać ekonomistą.
W 1968 roku zaczął uczęszczać do jezuickiego Boston Collegue, które ukończył z tytułem Bachelors of Arts (licencjat) ekonomii. Pod wpływem czytania periodyku „New Guard”, wydawanego przez konserwatywne Young Americans for Freedom (YAF), porzucił konserwatyzm Goldwatera-Buckleya (the Goldwater-Buckley conservatism) i został przeciwnikiem karania tzw. przestępstw bez ofiar oraz udziału USA w wojnie w Wietnamie. Wspomina, że na drugim roku zaczął czytać literaturę faktu Ayn Rand, w tym „Kapitalizm. Nieznany ideał”. Joseph Salerno przekonał się do libertarianizmu (anarchokapitalizmu) w 1971 roku po zapoznaniu się z artykułem pt. "The New Right Credo – Libertarianism" z New York Times Magazine. Również pod wpływem tej publikacji zainteresował się austriacką szkołą w ekonomii, a szczególnie austriacką teorią cyklu koniunkturalnego. Pasję tę wzmocnił nauczyciel kursu historii myśli ekonomicznej, jezuita Robert Cheney. 
Po ukończeniu Boston College w 1972 roku, Salerno kontynuował naukę ekonomii na Uniwersytecie Rutgersa. Był zaangażowany w powstawanie lokalnego oddziału Partii Libertariańskiej w New Jersey, którego następnie został skarbnikiem. W 1973 roku na konwencji NJLP nawiązał kontakt z Murrayem N. Rothbardem, który pomógł mu skontaktować się z lokalną grupą czytelniczą dzielącą jego zainteresowania. Poznał tam m.in. Waltera Blocka. W 1974 roku uczestniczył w pierwszej austriackiej konferencji ekonomicznej w South Royalton w stanie Vermont. W 1976 roku został magistrem ekonomii (Master of Arts), a w 1980 roku obronił doktorat (PhD).